# Linden (Alabama)
Linden − miasto w południowo-wschodniej części Stanów Zjednoczonych, w Alabamie, stolica hrabstwa Marengo.

## Demografia
- Liczba ludności: 1848 (2023)[1]
- Gęstość zaludnienia: 196,6 os./km² (2023)
- Powierzchnia: 9,4 km² (2023)

Według spisu dokonanego w 2000 roku przez United States Census Bureau miasto zamieszkiwało 2 424 mieszkańców. Było tam 938 gospodarstw domowych, które zamieszkiwało 662 rodzin. Gęstość zaludnienia wynosiła wtedy 260,7 os./km². W mieście wybudowanych było 1 084 domów (ich gęstość to 116,6 domu/km²).
Podział mieszkańców według ras (stan na 2000 rok):
- 52,43% − Biali
- 46,20% − Afroamerykanie
- 0,17% - rdzenni Amerykanie
- 0,33% − Azjaci
- 0,87% − z dwóch lub więcej ras
- 1,07% − Hiszpanie lub Latynosi